# Albert Esteve Garcia
Albert Esteve Garcia (Andorra la Vella, 23 de juliol del 1963) és un polític andorrà, Ministre de Cultura del Govern d'Andorra durant el període 2011 – 2015.
Esteve es llicencià en ciències econòmiques per la Universitat de Perpinyà Via Domícia, i feu un  màster en administració de negocis a IESE. Abans de dedicar-se a la política desenvolupà la seva carrera en l'àmbit de l'empresa, entre Catalunya i Andorra. El 2009 fou suplent a les eleccions generals de la candidatura parroquial de la Massana (CR) i al 2011 fou suplent pel partit Demòcrates per Andorra. El 2011 fou nomenat ministre de cultura del gabinet del cap del Govern Antoni Martí, càrrec que va ocupar fins al 2015. Que fou substituït per Olga Gelabert Fàbrega. Al 2015 fou candidat a Cònsol Major de la Massana per Demòcrates per Andorra.